# Лонгченпа
Лонгченпа или Лонгчен Рабжампа (тиб. ཀློང་ཆེན་པ་, Вайли Klong-chen rab-'byams-pa) (2 марта 1308, У-Цанг, Тибет — 1363) — учитель тибетского буддизма, один из самых значимых писателей в истории школы ньингма, систематизатор учений о дзогчене. Оставил после себя огромное литературное наследие — серию философских поэтических текстов, отличающихся сбалансированной структурой и афористичностью. Самое известное произведение Лонгчепы — Семь Сокровищниц.

## Варианты имени
Помимо имени Лонгченпа его так же называли:
- Лонгчен Рабжам (klong chen rab 'byams)
- Лонгчен Рабжампа (klong chen rab 'byams pa)
- Лонгченпа Дриме Озёр (klong chen pa dri med 'od zer)
- Кункьен Лонгченпа (kun mkhyen klong chen pa)
- Кункьен Лонгченпа Рабжам (kun mkhyen klong chen rab 'byams)
- Кункьен Ченпо (kun mkhyen chen po)
- Кункьен Ченпо Дриме Озёр (kun mkhyen chen po dri med 'od zer)
- Кункьен Чокьи (kun mkhyen chos kyi rgyal po)
- Гьялва Лонгчен Рабжам (rgyal ba klong chen rab 'byams)
- Гьялва Лонгчен Рабжам Дриме Озёр (rgyal ba klong chen rab 'byams dri med 'od zer)
- Самьепа Цултрим Лодро (bsam yas pa tshul khrims blо gros)
- Дордже Зиджид (rdo rje gzi brjid)

## Биография

### Рождение и детство
Лонгченпа родился 2 марта 1308 года в деревне Тодронг, расположенной в У-Цанге, центральном районе Тибета. Предположительно, его семья была аристократической и имела духовные корни как со стороны отца, Тенпасунга, так и матери, Сонамгьен. Отцовская линия восходила к непосредственному ученику Падмасамбхавы Гьелва Чокьянгу.
В тибетской и буддийской традициях отправными точками для описания жизни великих учителей являются прошлые жизни и пренатальные пророчества. Считается, что чудеса сопровождающие беременность и рождение указывают на духовные наработки и достижения. Так, по легенде, в ночь, когда Лонгченпа был зачат, его матери приснилось, как солнечные лучи сияли из лба огромного льва, освещая три мира, и затем растворились в её теле. Предыдущими воплощениями Лонгченпы в буддийской традиции считаются Цултрим Дордже (1291—1317), а также дочь Трисонг Децена (742—797) и непосредственная ученица Падмасамбхавы принцесса Лхакам. Лонгченпа также считается эманацией бодхисаттвы мудрости Манджушри, покровителя интеллектуальных занятий и монашеских устремлений.
С детских лет обучение Лонгченпы состояло в овладении различными обрядами, церемониями и такими традиционными дисциплинами как тибетская медицина и астрология. С пяти лет он умел читать и писать, а к девяти годам, прочитав по сто раз тексты Праджняпарамиты в восемь и в двадцать пять тысяч строф, помнил их наизусть. Интересовался как древними, так и современными тантрическими текстами.

### Обучение в монастыре
В 12 лет Лонгченпа принял от учителей Самдруба Ринчена и Кунга Озера обет послушника в монастыре Самье, получив имя Цултрим Лодро (Tshul khrims blos gros). Самье — первый в Тибете буддийский монастырь, в котором одним из первых был рукоположён предок Лонгченпы по отцу Гьелва Чокьянг.
Лонгченпа изучил базовые монашеские буддийские дисциплины, проявив яркий интеллект, и став известным во время обучения как Самье Лунгмангва («эрудит из Самье», или «получивший множество передач в Самье»). Здесь же он продемонстрировал свой поэтический талант, проявлявшийся позднее и в его литературных трудах.
В возрасте шестнадцати лет Лонгченпа получил множество тантрических учений у Таши Ринчена, Вангье, Залунгпа и других учителей. С девятнадцати до двадцати пяти лет он обучался логике и диалектике в монастырском университете Сангпу Ньютог, в том числе изучая семь трактатов Дхармакирти, тексты Майтринатхи Асанги и другие учения Мадхьямики и Праджняпарамиты. Он также осваивал обычные для монашеского обучения предметы (грамматику, стихосложение, драму и другие) и получил ряд внутренних (эзотерических) учений и передач.
Благодаря своим успехам в постижении буддийского учения Лонгченпа стал известен как Лонгчен Рабджампа — «Великий учёный, подобный безбрежному пространству».

### Встреча с учителем Кумараджа. Становление учителем и писателем
После завершения обучения Лонгченпа оставил монастырь и стал вести жизнь странствующего аскета в пустынной тибетской местности. Вероятно, около 1336 года Лонгченпа встретился со своим первым основным учителем — Кумараджой, от которого он получил учения Великого Совершенства в традиции Вима ньингтиг, идущей от Вималамитры. После этой встречи и до конца жизни Лонгченпа посвятил себя ньингтиг. На основе полученных от Кумараджи учений он написал комментарий на Вима ньингтиг (Bla ma yang thig).
В видениях Гуру Падмасамбхава дал Лонгчену Рабджаму передачу Кхандро Ньингтиг и нарек его Дриме Одзером (тиб. dri-med a 'od-zer), а духовная супруга Гуру Падмасамбхавы, Еше Цогьял дала ему имя Дордже Зиджид (тиб. rdo-rje gzi-brjid).

### Изгнание в Бутан. Возвращение в Тибет
В течение нескольких лет Лонгченпа был вынужден жить в Бутане, куда его выслал правитель Тибета Джанчуб Гьялцен, посчитавший, что Лонгченпа является союзником его главного конкурента за власть. В Бутане Лонгченпа жил в основанном им монастыре Тарпалинг, в этот период у него родились двое детей — дочь и сын. Около 1360 года Лонгченпа смог помириться с тибетским царём и вернуться в Тибет.
Лонгченпа был «плодовитым писателем, известным своей способностью синтезировать широкий спектр материалов и литературных стилей». Бо́льшую часть своих произведений он написал в отшельническом жилище, расположенном на вершине горы Гангри Тхокар неподалёку от Лхасы.

### Уход из жизни
25 декабря 1363 года Лонгчен Рабджам сказал нескольким ученикам: «Приготовьте подношение и выйдите из комнаты». Когда ученики выразили желание остаться рядом с ним, Лонгчен Рабджам произнес: «Итак, я собираюсь покинуть своё изношенное иллюзорное тело. Не шумите, а пребывайте в созерцании». Потом его ум растворился в изначальном состоянии, а тело осталось сидеть в позе Дхармакайи. Присутствующие почувствовали, как задрожала земля, и услышали шум. В Писаниях такие явления во время смерти считаются признаками высоких духовных достижений. Тело не трогали в течение двадцати пяти дней, и в течение этого периода небо постоянно освещали радуги. В самые холодные зимние месяцы в Тибете земля нагрелась, растаял лед, и расцвели розы. Во время кремации трижды вздрогнула земля, и семь раз послышался громкий шум. Сердце, язык и глаза Лонгчена Рабджама не сгорели — это признак пробуждения в сущности трёх нерушимых реальностей тела, речи и ума. Из костей появились пять видов дунг и множество рингселов, что свидетельствовало о достижении пяти тел и пяти видов мудрости состояния Будды. Большие рингселы разделились затем на сотни и тысячи более мелких. Одним из перерождений Лонгчена Рабджама был великий Тертон Пема Лингпа.

## Творческое наследие

### Работы Лонгчен Рабжама
Лонгчен Рабджам написал примерно двести семьдесят трактатов. Когда по просьбе Одзера Гочи он записывал пятьдесят пять трактатов Кхандро Янгтиг, небо постоянно освещал свет радуг и все присутствующие могли видеть чудесные проявления дакиней. В чистых видениях Лонгчен Рабджам встречался с Вималамитрой и получал благословения, передачи и пророчества. Вималамитра вдохновил его написать работу Лама Янгтиг, состоящую из тридцати пяти трактатов и разъясняющую Учения Вима Ньингтиг. Лонгчен Рабджам также является автором Забмо Янгтиг, комментария к Кхадро Ньингтиг и Вима Ньингтиг. В его комнате ученики видели много раз защитников Дхармы: Экаджати, Ваджрасадху (Дордже Легпа) и Рахулу, которые готовили для него чернила и бумагу. Ниже перечислены некоторые главные работы Лонгчена Рабджама.

#### Семь Сокровищниц
- Семь великих трактатов (тиб. mdzod-chen bdun)

-   - 1. Всеисполняющая Сокровищница (yid-bzhin rin-po-che 'i mdzod)
  - 2. Драгоценная Сокровищница Устных Наставлений (man-ngag rin-po-che 'i mdzod)
  - 3. Драгоценная Сокровищница Дхармадхату (chos-dbyings rin-po-che 'i mdzod)
  - 4. Драгоценная Сокровищница Философских Систем (grub-mtha' mdzod)
  - 5. Сокровищница Высшей Колесницы (thegs-mchog mdzod)
  - 6. Сокровищница Драгоценных Слов и Смысла (tshig-don mdzod)
  - 7. Драгоценная Сокровищница Естественного Состояния (gnas-lugs mdzod)

#### Другие произведения
- Трилогия о покое (тиб. ngal-gso skor-gsum). В неё входят три коренных текста, и к каждому из этих текстов есть более сжатое изложение, названное «гирлянда», комментарий, названный «колесница» и комментарий-наставление по практике. Коренные тексты:

-   - 1. sems-nyid ngal-gso, объясняет все стадии пути Учений Сутр и Тантр.
  - 2. sgyu-ma ngal-gso, представляет собой наставление по отсечению пути привязанности к явлениям посредством Учений о восьми примерах иллюзий.
  - 3. bsam-gtan ngal-gso, наставление по глубинному пути самосуществующей естественной мудрости.

- Трилогия о самоосвобождении (тиб. rang-grol skor-gsum), дает наставления по разделу Семдэ:

-   - 1. sems-nyid rang-grol-трактат из трех глав и наставление по практике Ламрим Ньингпо.
  - 2. chos-nyid rang-grol — трактат из трех глав и наставление по практике Ринчен Ньингпо.
  - 3. mnyam-nyid rang-grol трактат из трех глав по практике Йидзин Ньингпо.

- Трилогия внутренней сущности (тиб. yang-tig rnam-gsum) — в этих трактатах разъясняются важнейшие моменты Учений Менгагдэ, и уделяется особое внимание практике Тхогел:

-   - 1. blа-mа yang-tig, или yang-zab уіd-bzhin nor-bu представляет собой собрание тридцати пяти трактатов, разъясняющих различные аспекты многих Учений.
  - 2. mkha'-'gro yang-tig — комментарий из пятидесяти пяти трактатов на Кхадро Ньингтиг.
  - 3. zab-mo yang-tig — очень подробный и глубинный комментарий на Учения Вима Ньингтиг и Кхадро Ньингтиг.

- Трилогия о рассеянии тьмы (тиб. mun-sel skor-gsum) — три комментария на Гухьямайяджала-Тантру с позиции Учений Ньингтиг:

-   - 1. spyi-don yid-kyi mun-sel
  - 2. bsdus-don ma-rig mun-sel
  - 3. 'grel-ba phyogs-bchu mun-sel

### Ученики и линия преемственности
Главными учениками Лонгчен Рабджама были:
- трое прославленных учёных, достигших реализации — Кхедруб Делек Гьямцо, Кхедруб Чоки Тракпа и Кхедруб Кхьяпдел Лхундруб;
- пять духовных сыновей — Денгом Чоки Тракпа, Гьялсе Зопа, Лама Пелчокпа, Гуру Йеше Рабджам и Шону Сандже;
- четыре духовных благодетеля, распространивших Учение — Тулку Пелджор Гьямцо, Сандже Кунга, Лодро Зангпо и Таго Чадрел Чодже;
- четыре йогина, достигших реализации —Пхаго Токден Гьялпо, Налджорпа Одзер Гоча, Ригдзин Осэл Рангдрол и Чатанг Сонам Одзер.

В Линию преемственности полного цикла Ньингтиг, относящегося к разделу Тайных наставлений (Менгагдэ) Великого Совершенства, входят Мастера:
- Кхедруб Кхьяпдел Лхундруб,
- Тракпа Одзер,
- Сандже Онпо,
- Дава Тракпа,
- Кунзанг Дордже,
- Гьялсен Пелзанг,
- Нацок Рангдрол,
- Тендзин Тракпа,
- Донгак Тендзин,
- Ригдзин Тринле Лхундруб

и царь Учения Тердаг Лингпа.

### Влияние
Логченпа и его труды оказали «неизмеримое влияние» на дзогчен. Он смог объединить и систематизировать все те подчас противоречивые нововведения, что были привнесены в традицию ньингтиг тибетского буддизма в 11-14 веках, в том числе индивидуальные созерцательные практики, которые Лонгченпа поместил в более широкий контекст, включая эманацию будд в проявленный мир и возникновение вселенной.

## Комментарии
1. ↑  В тибетском календаре эта дата соответствует десятому дню одиннадцатого месяца года Земляной Обезьяны.